# Донець (зупинний пункт, Південна залізниця)
Донець — пасажирський зупинний пункт Харківської дирекції Південної залізниці. Розташований між платформами Слобожанська та Андріївка. Пункт розташований у селищі Донець Чугуївського району Харківської області. На пункті зупиняються лише приміські потяги.
Відстань до станції Харків-Основа — 51 км .
Утворена в 1951 році. До 2016 року мав назву Радгоспна.